# Antonio Zoli
Antonio Zoli — итальянская оружейная компания, специализирующаяся на изготовлении ружей.
В XV веке семейство Дзоли производило для маленьких княжеств Италии и сопредельных стран короткоствольные ружья с раструбами. В 1850 году Джованни Дзоли создал пистолет с кремнёвым замком, который хранится теперь в семейной коллекции, и этот год считается официальной датой основания компании. У отца Антонио Дзоли была маленькая ружейная мастерская в Маньо-ди-Вальтромпиа.

## История
Компанию основал Антонио Дзоли в 1945 году. Сначала фирма производила только двухствольные ружья, затем стали изготавливать штуцеры «Экспресс» и винтовки с продольно скользящим затвором. В период с 1945—1965 г. г. было продано более 200 тыс. экземпляров ружей.
В конце 1967 года фирма представила образцы своего оружия на международной выставке-ярмарке охотничьего оружия в городе Нови-Сад (несколько двуствольных ружей с горизонтальным расположением стволов, а также однозарядное одноствольное ружьё, способное складываться пополам).
В конце 1970-х годов «Antonio Zoli» наладила серийный выпуск магазинного карабина с продольно-скользящим затвором. Качество оружия было столь высоким, что шведская фирма «Husqvarna» скупила часть продукции для продажи в собственной стране.

## Современное состояние
На сегодняшний день компанией управляет внук Антонио – Паоло Дзоли. В фирме «Antonio Zoli» работают около 60 сотрудников. «Antonio Zoli» ежегодно выпускает 10-12 тысяч экземпляров нарезных, гладкоствольных и комбинированных ружей. Компания использует в разработке новых моделей ружей творческие идеи, цеха оснащены по последнему слову техники.